# Platja de Los Botes
Les platja de los Botes, també coneguda com a platja de Las Chalanas, són una seriede petites cales contigües que es troben en el concejo asturià de Muros i pertany a la localitat de Llodreda. El grau d'urbanització i d'ocupació són baixos.
Aquesta platja pertany a la Costa Central asturiana i presenta protecció com ZEPA i com a LIC.
Per accedir a la platja cal localitzar llocs més propers que donin una orientació i que en aquest cas és la «ruta dels Miradors» on cal prendre una desviació estreta que, encara que està oberta al tràfic, no és aconsellable agafar-la, ja que no hi ha cap lloc on donar la volta així que és millor anar a peu. Al cap de vuit-cents metres de descens s'arriba a una casa que domina les vistes de tota la platja. En un moment del descens, el camí es bifurca i un dels brancs està tancat amb una barrera metàl·lica i és aquest, precisament, el que cal agafar. Des de la segona cala explicant des de la dreta cap a l'esquerra es poden veure uns grans penya-segats que protegenlas platges de Cazonera i L'Atalaya Durant la baixamar s'uneix amb Las Llanas confrontant per l'oest.
A les zones properes està la «senda costanera» que va des de San Esteban de Pravia fins als Miradors de l'Aguilar. Les activitats recomanades són la pesca submarina i l'esportiva a canya. Hau que prendre precaucions a l'hora en què es comença a procucir la pleamar, ja que es podria quedar atrapat sense major possibilitat de sortida que pel mar.